# USS Enterprise (CVN-80)
USS Enterprise (CVN-80) is een toekomstig Amerikaans supervliegdekschip.
Het zal het derde schip uit de Gerald R. Ford-klasse worden. De schepen in deze klasse zijn nucleair aangedreven vliegdekschepen, dit wordt aangeduid door "CVN" (Carrier Vessel Nuclear). Het schip wordt het tachtigste vliegdekschip van de Amerikaanse marine. De Gerald R. Ford-klasse was in 2007 nog in een ontwikkelingsstadium. Het vlaggenschip USS Gerald R. Ford (CVN-78) is opgeleverd in 2017. In december 2016, werden de Olympische kampioenen Katie Ledecky en Simone Biles aangeduid als de meters van het schip, de eerste stalen plaat werd, met de meters, gelegd op 21 augustus 2017. De kiellegging van de CVN-80 vond plaats op 5 april 2022, en werd officeel gevierd op 27 augustus dat jaar. De tewaterlating is gepland voor november 2025, de indienstneming is gepland rond 2029. Het schip zal dan een van de huidige Nimitz-vliegdekschepen, mogelijk de USS Dwight D. Eisenhower, vervangen.